# 1478 Vihuri
1478 Vihuri је астероид главног астероидног појаса чија средња удаљеност од Сунца износи 2,468 астрономских јединица (АЈ).
Апсолутна магнитуда астероида је 12,63 а геометријски албедо 0,051.